# Someș-Odorhei
Someș-Odorhei – wieś w Rumunii, w okręgu Sălaj, w gminie Someș-Odorhei. W 2011 roku liczyła 1278 mieszkańców.